# Weltfamilientreffen

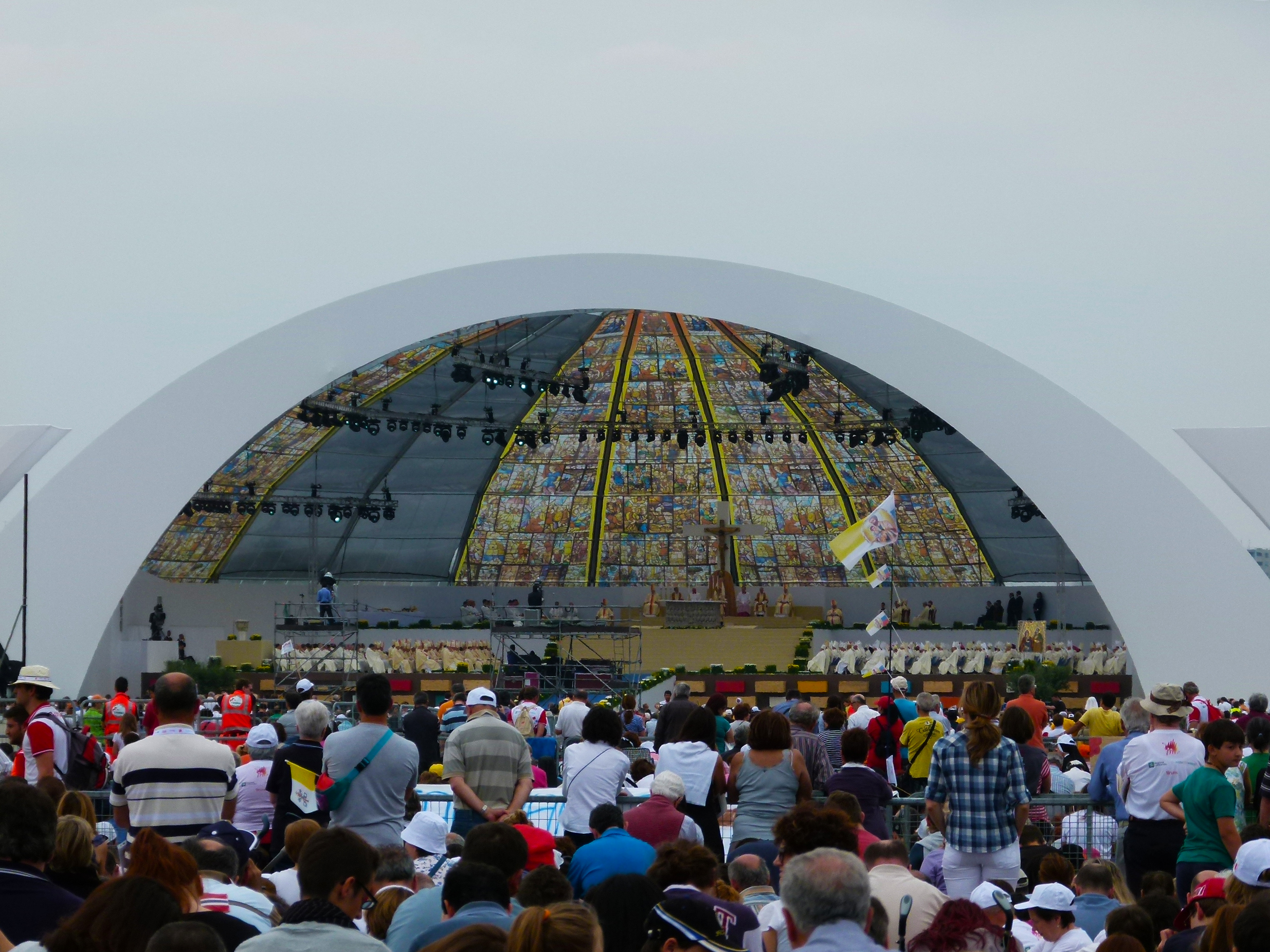
Weltfamilientreffen 2012 (Gottesdienst)

Weltfamilientreffen oder Weltfamilientage sind Großveranstaltungen der katholischen Kirche für katholische Familien mit dem Ziel, Wert und Gestaltungsmöglichkeiten christlichen Familienlebens unter den Bedingungen der Gegenwart herauszustellen. Hauptelemente sind Gottesdienste, darunter eine große Papstmesse, Vorträge, Gruppenarbeit und Kulturprogramm.  

## Initiative und Zielsetzung
Der Ursprung der Weltfamilientreffen liegt im Jahr 1981, als Papst Johannes Paul II. das apostolische Schreiben „Familiaris consortio“ vorlegte und den Päpstlichen Rat für die Familie gründete. Er gab den Impuls Weltfamilientreffen auszurichten und beauftragte den ehemaligen Päpstlichen Rat für die Familie eine weltweite Großveranstaltung zu initiieren, die von Gebet, Katechese und gemeinsamen Feiern geprägt ist. Als Ziel der Treffen geben die Veranstalter an, „die Familie als göttliche Gabe zu feiern und die Familien zu vereinen, um zu beten, miteinander zu sprechen, zu lernen, zu teilen und die Erkenntnis über die Rolle der christlichen Familien als ‚Hauskirche‘ und Basis der Evangelisierung zu bestärken.“ Jedes Weltfamilientreffen besteht aus fünf zentralen Kundgebungen: 
- einem internationalen theologisch-pastoralen Kongress,
- einem Kongress der Kinder,
- einer Eucharistiefeier für pilgernde Familien,
- einem feierlichen Treffen, bei dem Familien über ihre Glaubenserfahrungen berichten, und
- dem Schlussgottesdienst, bei dem der Papst oder sein Legat den Vorsitz hat und bei dem Kardinäle, Bischöfe und Priester aus aller Welt konzelebrieren.

## Die Weltfamilientreffen und ihre Leitgedanken
- 1. Weltfamilientreffen 8. – 9. Oktober 1994 in Rom; Im „internationalen Jahr der Familie“;  „Die Familie: das Herz der Zivilisation der Liebe“.
- 2. Weltfamilientreffen 4. – 5. Oktober 1997 in Rio de Janeiro; „Die Familie: Geschenk und Verpflichtung, Hoffnung der Menschheit“,
- 3. Weltfriedenstreffen 11. – 15. Oktober 2000 in Rom; Im: „Jubeljahr 2000“; „Die Kinder, Frühling der Familie und der Gesellschaft“.
- 4. Weltfamilientreffen 22. – 26.  Januar 2003 in Manila;  „Die christliche Familie als frohe Botschaft für das dritte Jahrtausend“.
- 5. Weltfamilientreffen 1. – 9. Juli 2006 in Valencia; „Die Weitergabe des Glaubens in der Familie“.
- 6. Weltfamilientreffen 13. – 18. Januar 2009 in Mexiko-Stadt;  „Die Familie, Schule menschlicher und christlicher Werte“
- 7. Weltfamilientag  30. – 3. Juni 2012 in Mailand; „Die Familie, die Arbeit und das Fest“.
- 8. Weltfamilientag 22. – 27. 2015 in Philadelphia „Liebe ist unsere Mission – Die Familie völlig lebendig“[1]
- 9. Weltfamilientag 22. – 26. August 2018 in Dublin; „Das Evangelium der Familie, Freude für die Welt“.[2][3]